# Great Sugar Loaf
Great Sugar Loaf (irl. Ó Cualann oraz Beannach Mhór) – góra w Irlandii w górach Wicklow we wschodniej części hrabstwa Wicklow na południowy zachód od miasta Bray i na północ od rezerwatu przyrody w Glen of the Downs. Wznosi się na 501 m n.p.m. 
Powszechnie używa się skróconej nazwy Sugar Loaf.
W pobliżu po wschodniej stronie znajduje się Little Sugar Loaf. Pomiędzy nimi przebiega trasa N11 łącząca Dublin z Wicklow. Ze względu na samotne położenie i strome zbocza powstałe pod wpływem erozji skał wokół szczytu wydaje się większa niż jest w rzeczywistości. Zbudowana jest z kwarcytu powstałego w kambrze, co kontrastuje ze szczytami zbudowanymi z granitu pochodzącego z dewonu na zachodzie.
Great Sugar Loaf jest położony w pobliżu południowej granicy Dublina,  niedaleko Morza Irlandzkiego. Z jego wierzchołka dobrze widać panoramę miasta Bray oraz pobliskie szczyty Bray Head i Little Sugar Loaf. W dalszej odległości widoczne są inne szczyty gór Wicklow.

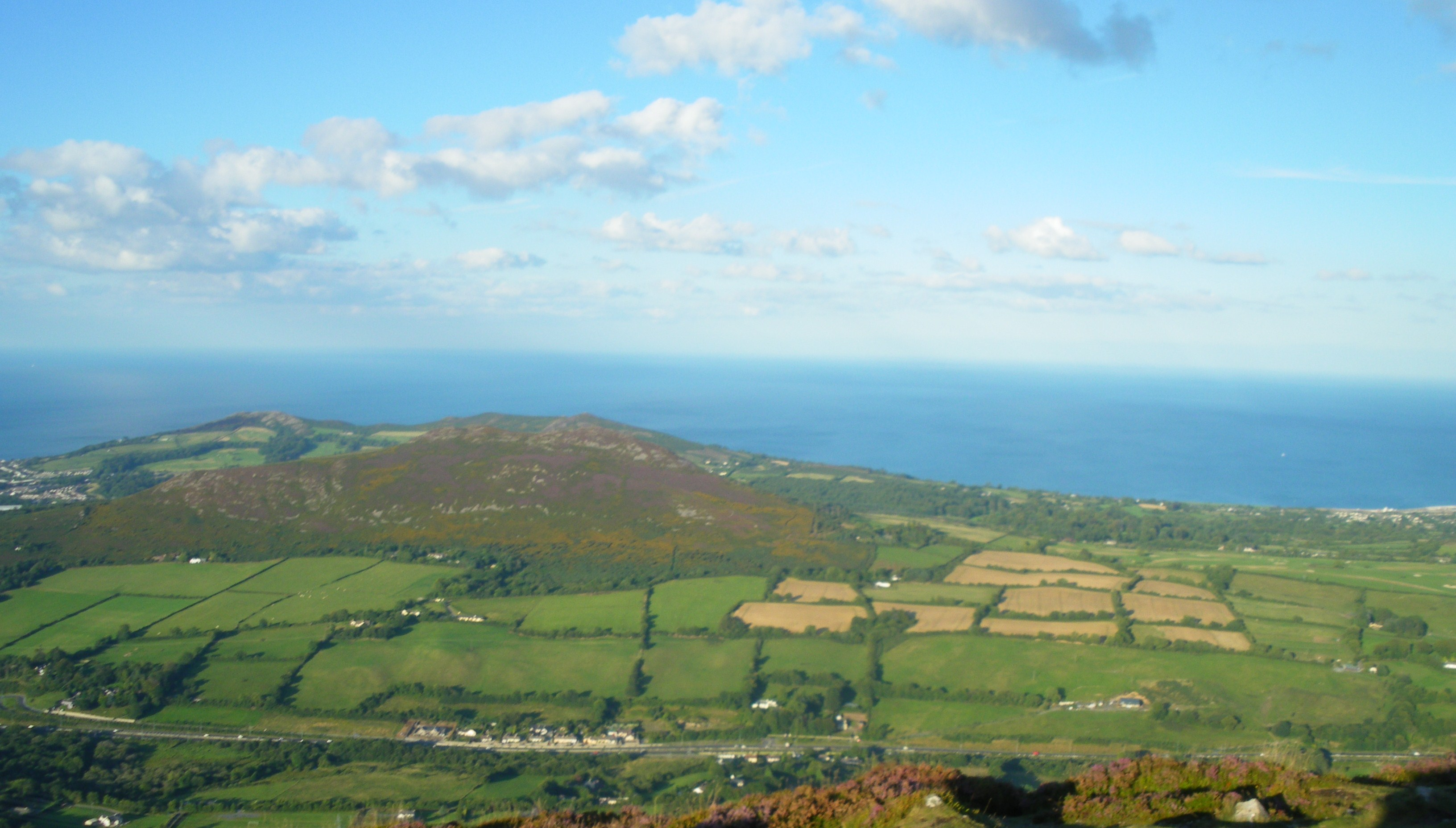
Little Sugar Loaf widziany ze szczytu Great Sugar Loaf.